# Česká Třebová
Česká Třebová (en allemand : Böhmisch Trübau) est une ville du district d'Ústí nad Orlicí, dans la région de Pardubice, en Tchéquie. Sa population s'élevait à 15 119 habitants en 2024.

## Géographie
Česká Třebová est arrosée par la rivière Třebovka et se trouve sur la rive gauche de la Svitava, à 9 km au sud-est d'Ústí nad Orlicí, à 50 km à l'est-sud-est de Pardubice et à 146 km à l'est-sud-est de Prague.
La commune est limitée par Dlouhá Třebová et Ústí nad Orlicí au nord, par Ostrov à l'est, par Rudoltice au sud-est, par Rybník, Semanín et Strakov au sud, et par Litomyšl, Němčice et Přívrat à l'ouest.

## Histoire
La première mention écrite de la localité date de 1278. Elle est située dans la région historique de Bohême.

## Galerie

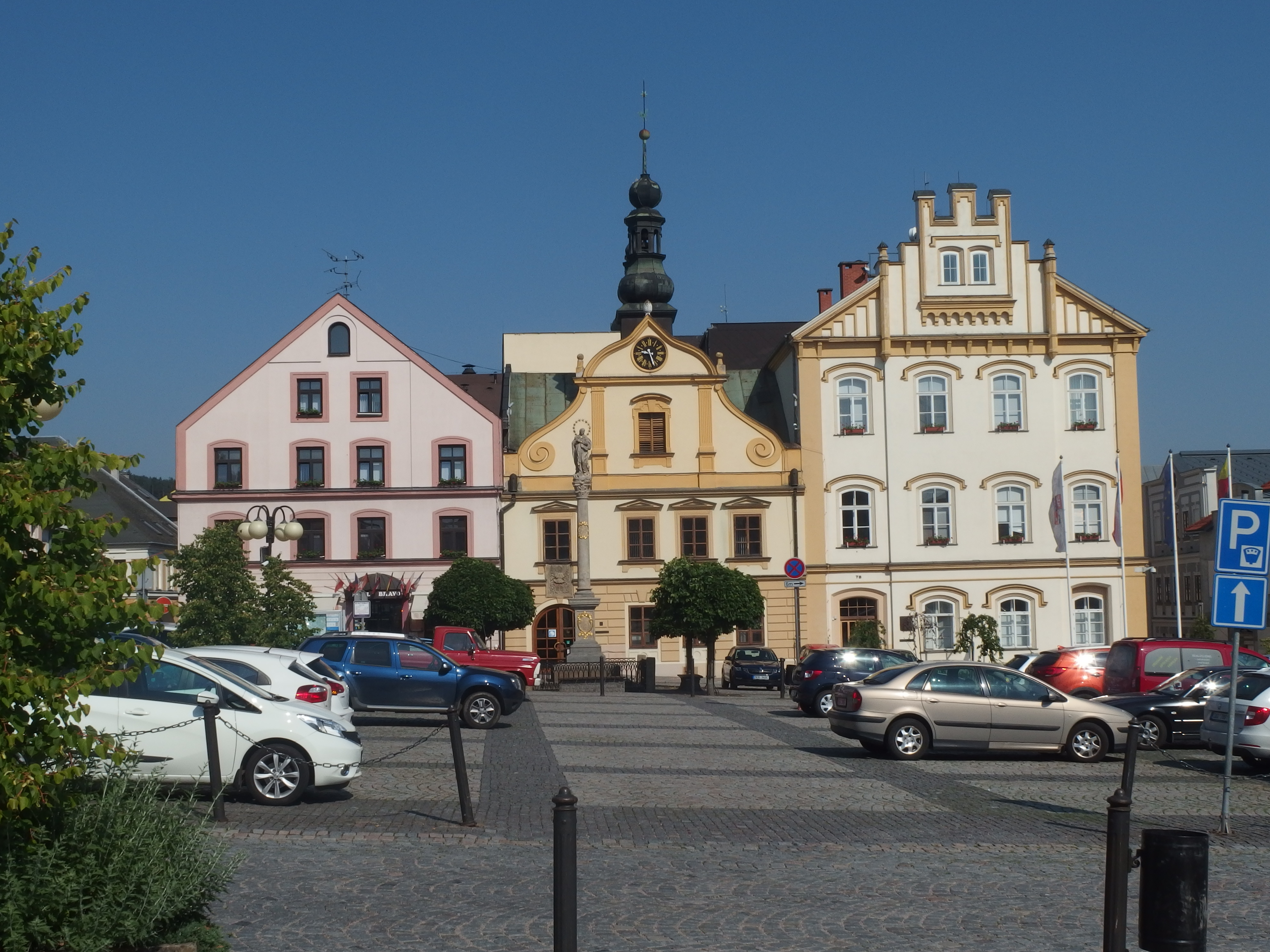
Maisons sur la Vieille Place.
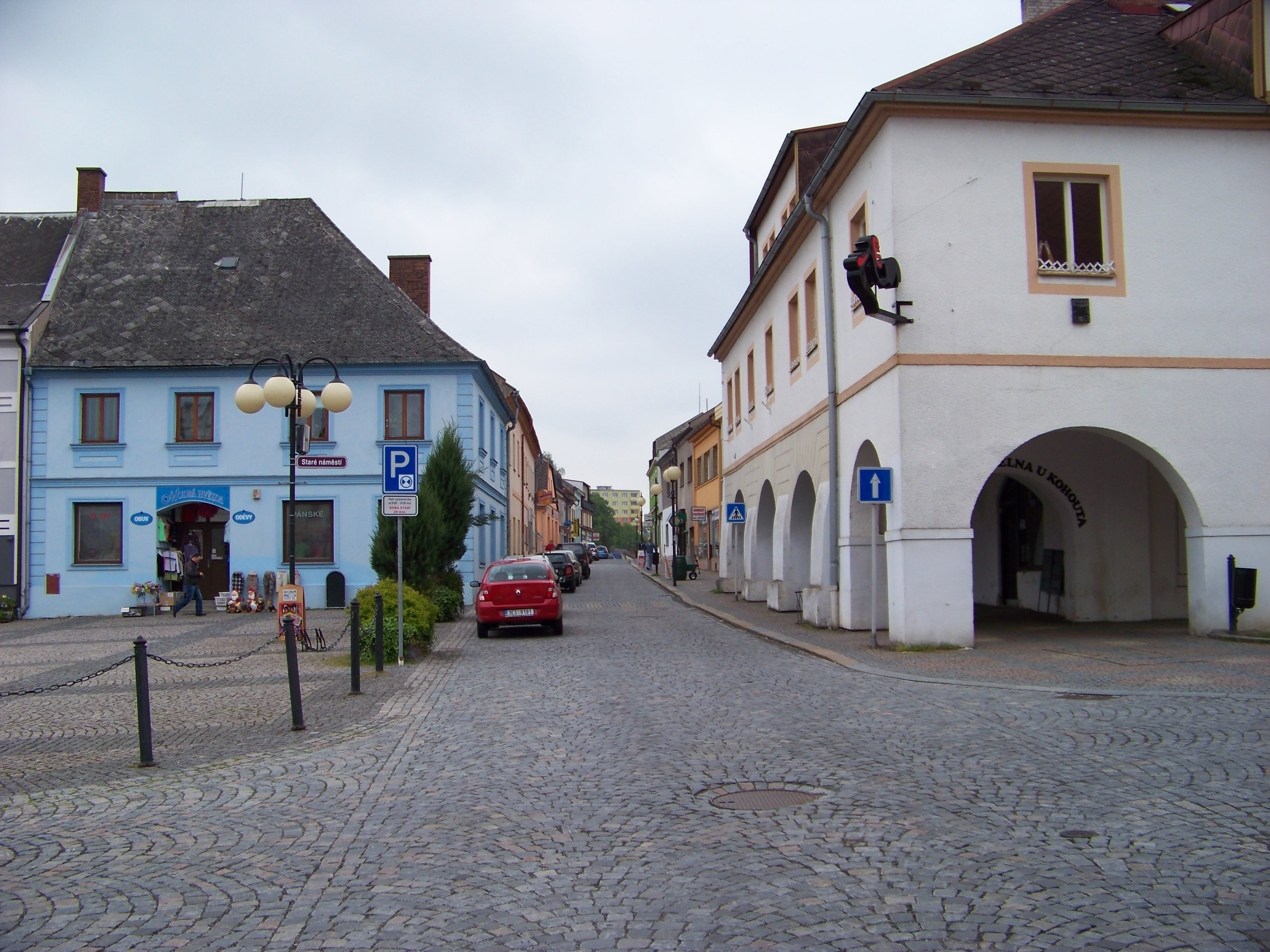
Rue partant de la Vieille Place.

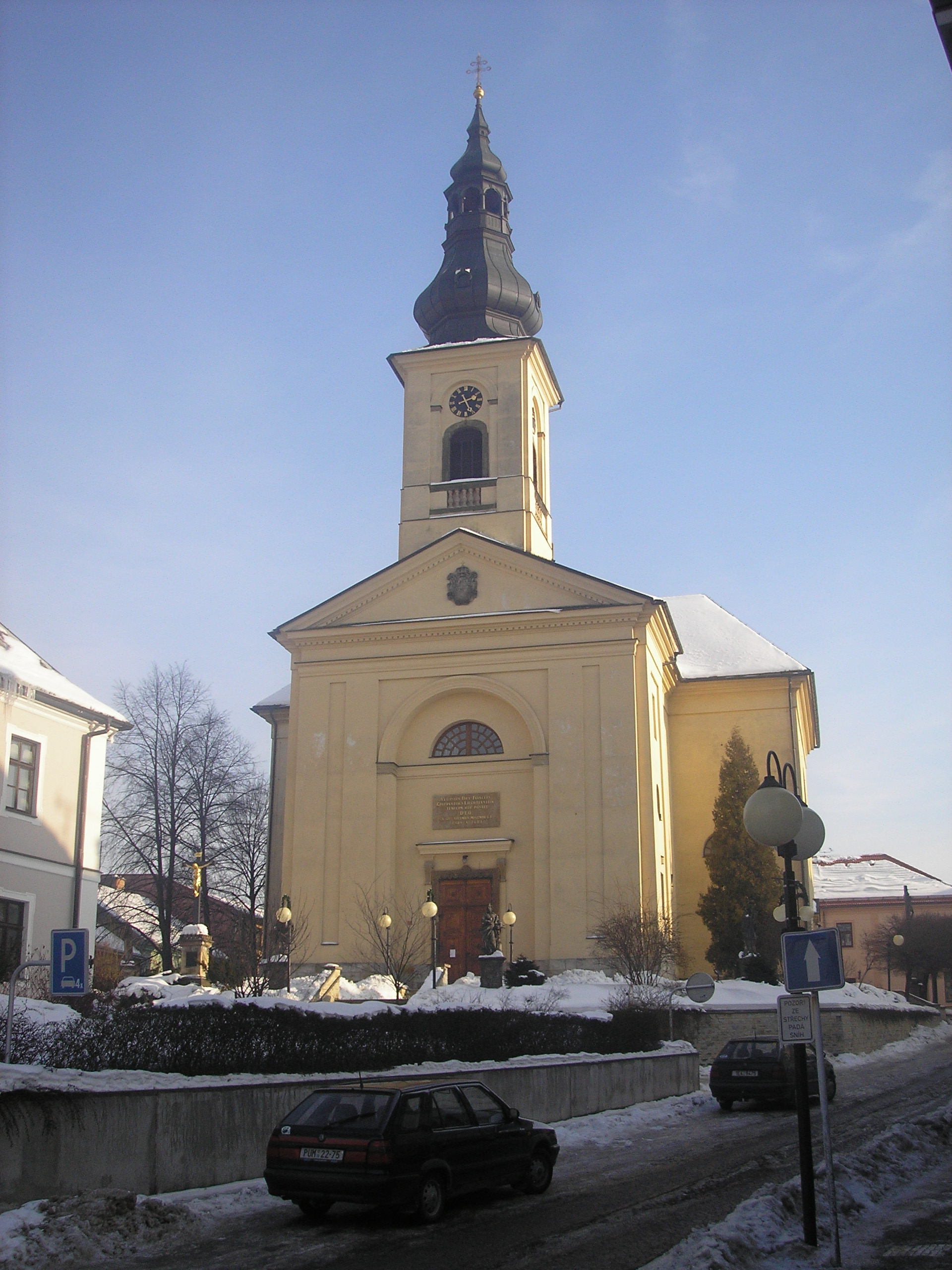
Église Saint-Jacques-le-Majeur.
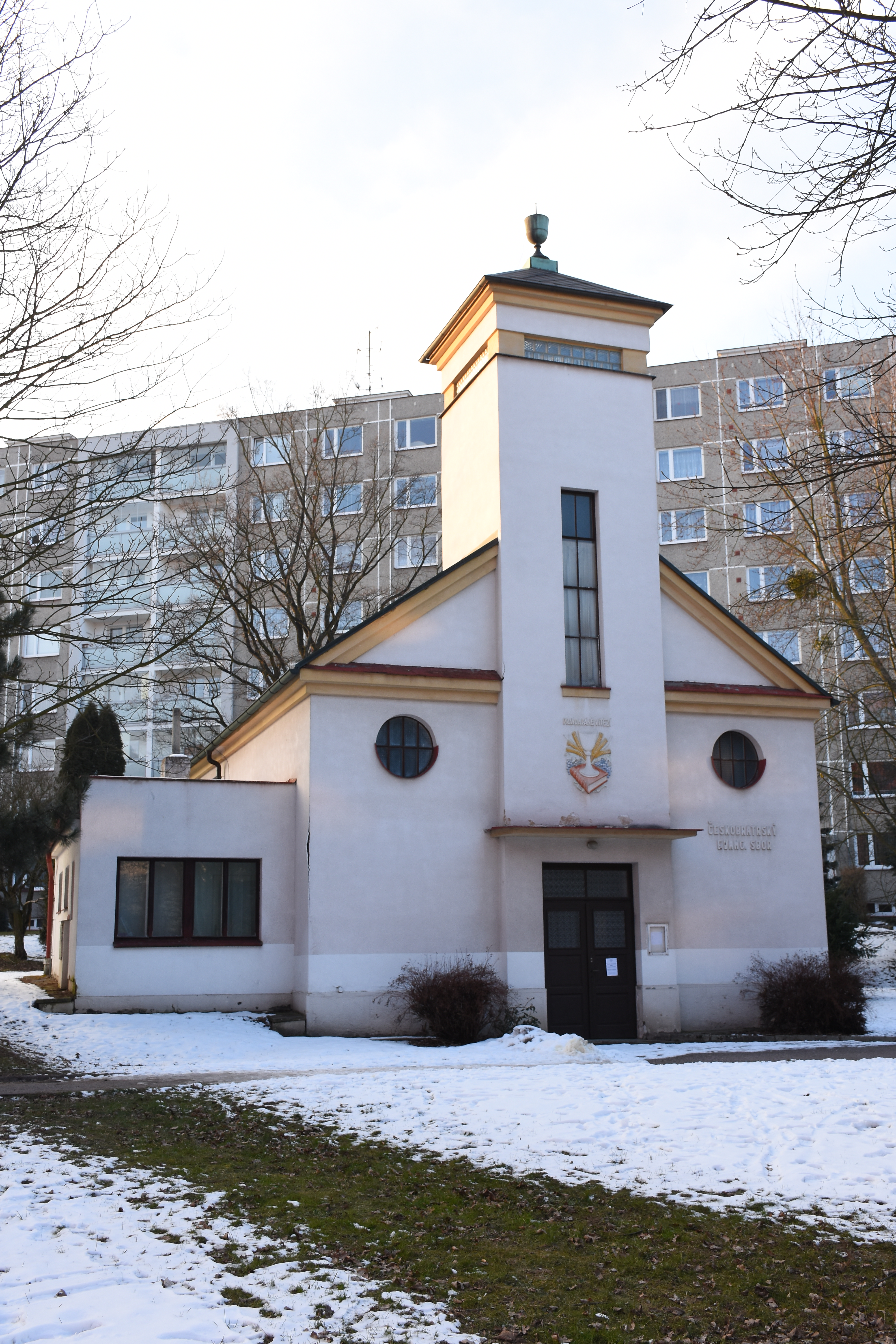
Église évangélique.
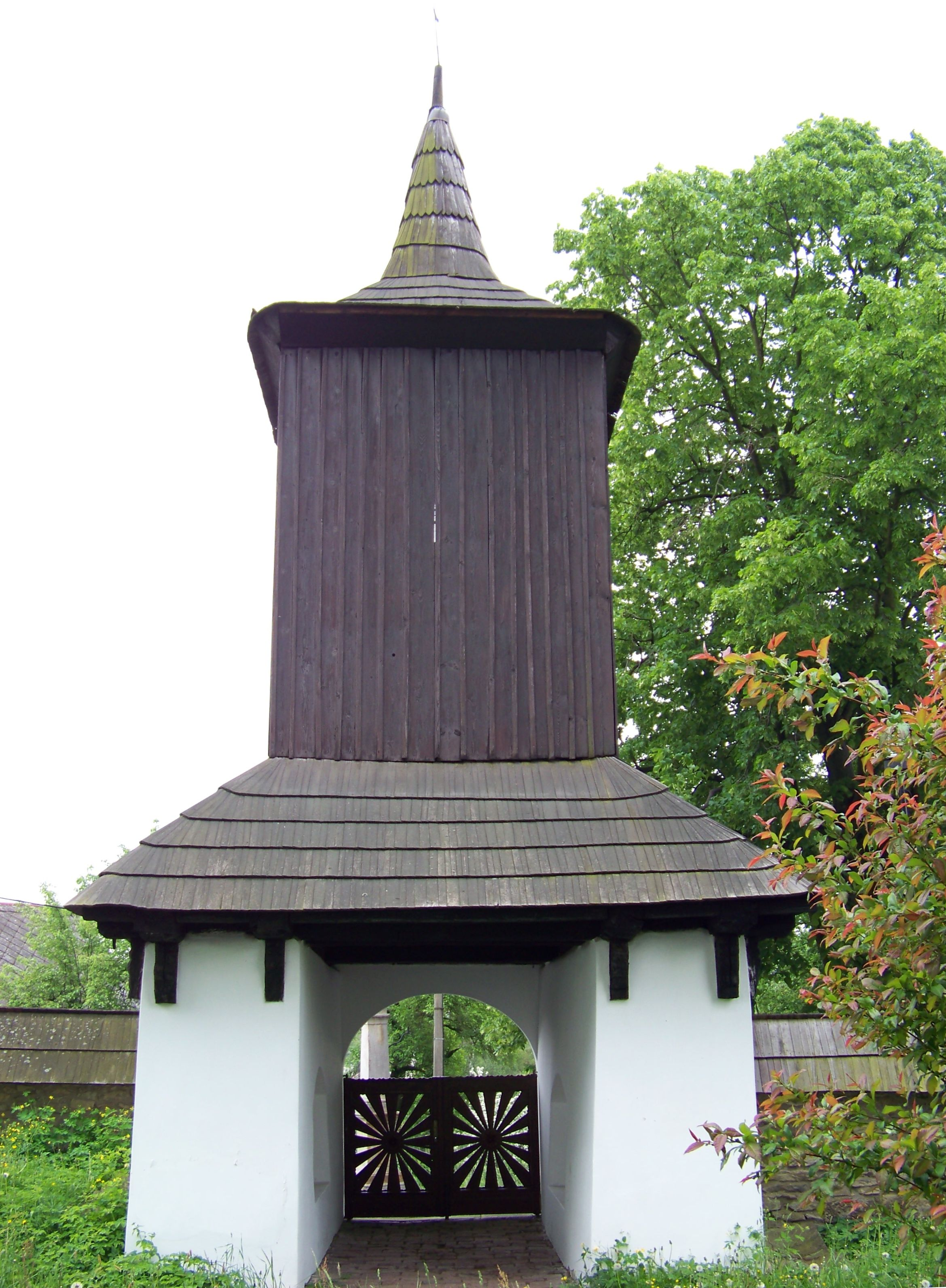
Clocher-tour et chapelle Sainte-Catherine.

## Population et société

### Démographie
Recensements (*) ou estimations de la population :
| 1869* | 1880* | 1890* | 1900* | 1910*  | 1921*  |
| ----- | ----- | ----- | ----- | ------ | ------ |
| 8 288 | 7 607 | 8 205 | 9 725 | 13 028 | 13 256 |

| 1930*  | 1950*  | 1961*  | 1970*  | 1980*  | 1991*  |
| ------ | ------ | ------ | ------ | ------ | ------ |
| 14 587 | 13 676 | 14 470 | 15 488 | 16 107 | 17 091 |

| 2001*  | 2011*  | 2015   | 2016   | 2017   | 2018   |
| ------ | ------ | ------ | ------ | ------ | ------ |
| 17 036 | 15 653 | 15 771 | 15 710 | 15 608 | 15 512 |

| 2019   | 2020   | 2021*  | 2022   | 2023   | 2024   |
| ------ | ------ | ------ | ------ | ------ | ------ |
| 15 508 | 15 384 | 14 866 | 15 062 | 15 203 | 15 119 |

### Sports et loisirs
| Équipe                   | Sport            | Fondé en | Ligue                                 | Stade                   |
| ------------------------ | ---------------- | -------- | ------------------------------------- | ----------------------- |
| FK Česká Třebová         | Football         | 1908     | Championnat de la région de Pardubice | Stadion Pod Jelenicí    |
| HC Kohouti Česká Třebová | Hockey sur glace | 1936     | Ligue régionale de hockey sur glace   | Zimní stadion Na Skalce |

## Administration
La commune est composée de six sections :
- Česká Třebová
- Kozlov
- Lhotka
- Parník
- Skuhrov
- Svinná

## Transports
Par la route, Česká Třebová se trouve à 10 km de Ústí nad Orlicí, à 62 km de Pardubice et à 176 km de Prague. 

## Jumelage
- Agrate Brianza (Italie)
- Oława (Pologne)
- Svit (Slovaquie)

## Personnalité
- Max Švabinský (1873-1962), peintre et graveur